# Vožega (rijeka)
Vožega (rus. Вожега) je rijeka u Vožegodskom rajonu na sjeveru Vologodske oblasti u Rusiji, pritok jezera Vože. Vožega pripada porječju Onege. Duga je 140 km, s površina porječja od 1980 km2. Naselje gradskog tipa Vožega, administrativno središte Vožegodskog rajona, nalazi se u blizini rijeke u njenom srednjem toku na desnoj obali. I naselje i općina nose nazive po nazivu rijeke. Glavni pritok Vožege je Čužga (desni).
Porječje rijeke Vožege zauzima zapadni dio Vožegodskog rajona i manja područja na sjeveru Harovskog rajona Vologodske oblasti. S tri strane (sjever, istok, jug) okružen je slivom rijeke Kubene, koja se ulijeva u Sjevernu Dvinu i ne pripada slivu Onjege.

## Tok rijeke
Izvor Vožege nalazi se na jugu Vožegodskog rajona blizu granice s Harovskim rajonom, otprilike na pola puta između željezničke stanice Kadnikovski i sela Vysokája. Vožega teče prema sjeveru, u gornjem toku u šumi, ispod sela Rubcovo nalaze se otvorena područja. Nizvodno od Rubcova, tok rijeke skreće prema zapadu i presijeca željezničku prugu koja povezuje Vologdu i Arhangelsk. Gradsko naselje Vožega osnovano je kao željeznička stanica na pruzi i, iako je ime izvedeno od imena rijeke, stanica se nalazi na udaljenosti od nekoliko kilometara od riječnog toka. Nizvodno od željezničke pruge, dolina Vožege je gotovo neprestano naseljena. Posljednje selo na obali rijeke je Nižnjaja, nekoliko kilometara uzvodno od jezera Vože.
Ušće Vožege leži u močvarnom, nenaseljenom području. Rijeka se tamo dijeli na tri toka: Ukmu (jug), samu Vožegu (srednji dio) i Iksomu (sjever).